# Uwe Rabenhorst
Uwe Rabenhorst (* 12. Oktober 1933 in Berlin; † Dezember 2018) war ein deutscher Ingenieur, Hochschullehrer und -rektor.
Nach dem Abitur absolvierte Rabenhorst 1951 bis 1954 eine Lehre als Funkmechaniker. Danach arbeitete er als Mechaniker und Lehrausbilder in einem Industriebetrieb und nahm gleichzeitig ein Fernstudium für Elektrotechnik an der Technischen Hochschule Dresden auf. 1956 bis 1962 studierte er an der Technischen Universität Berlin Nachrichtentechnik. Das Studium schloss er als Diplomingenieur ab. Anschließend arbeitete er als wissenschaftlicher Assistent am Institut für Mechanik der TU Berlin.
1967 begann seine Dozentenlaufbahn bei der Deutschen Bundespost, wo er an der damaligen Ingenieurakademie in Berlin-Tempelhof die Lehrgebiete Technische Mechanik und Programmieren von Digitalrechnern vertrat. 1972 wählte das Konzil den inzwischen zum Oberpostdirektor ernannten Rabenhorst, als Nachfolger von Hans Krause-Dietering, zum Rektor der Fachhochschule der Deutschen Bundespost Berlin.
Im Februar 1987, anlässlich der Rektoratsübergabe an seinen Nachfolger Helmut Schmidt, wurde Uwe Rabenhorst das Bundesverdienstkreuz am Bande verliehen.
Von November 1990 bis 1997 wirkte er als Gründungsrektor der Fachhochschule Leipzig der Deutschen Bundespost Telekom, der späteren Hochschule für Telekommunikation Leipzig.